# Kunzum La
Kunzum La ou passo  de Kunzum é um passo de montanha que liga os vales de Kulu, Lahaul e Spiti, no estado do Himachal Pradexe, noroeste da Índia.
Situa-se a 4 551 ou 4 590 metros de altitude, na parte oriental da cordilheira de Kunzum, a qual faz parte dos Himalaias ocidentais. Por ali passa a estrada que liga a estrada Manali–Leh a Kaza, no vale de Spiti. Keylong fica 110 km a oeste-noroeste de Kunzum La e Kaza 75 km a leste-sudeste.
No local há vários chortens budistas e um templo hindu, dedicado à deusa Kunzum Devi, onde é tradição todos os que passam pararem para pedir a proteção da deusa. Uma rota de caminhada liga o passo a Chandra Tal ("lago da Lua"), situado 9 km a norte.